# Yahyo Azimov
Yahyo Nuriddinovich Azimov (em tajique:  Яҳё Нуриддинович Азимов; nascido em 4 de dezembro de 1947) é um político do Tajiquistão. Ele foi o primeiro-ministro do Tajiquistão entre 8 de fevereiro de 1996 e 20 de dezembro de 1999. Antes disso, ele era gerente de fábrica em Khujand.